# Saint Brélade
Saint Brélade ligt op Jersey, een van de kanaaleilanden. Saint Brélade is een van de twaalf gemeenten van Jersey. De naam is afkomstig van de heilige waaraan de gemeentelijke kerk gewijd is. Zowel de kerkgemeente als de gemeentelijke bestuurseenheid hebben dezelfde grenzen. De gemeente heeft een oppervlakte van 7103 vergées of (12.78  km²) en is daarmee de tweede grootste, 11% van het oppervlak van Jersey.
De naam is afkomstig van een 6de-eeuwse Kelt, een “de zwervende heilige” genaamd Saint Branwalader of Saint Brelade (ook Branwallder, Broladre, Brelodre, Brélade). Men zegt dat hij de zoon is van Koning Kenen uit Cornwall. Hij schijnt een volgeling van “Samson of Dol” te zijn en werkte in Cornwall en op de Kanaaleilanden.

## Bezienswaardigheden
In Saint Brelade ligt een van de drie grootste havens van Jersey; deze zijn:
- Saint Helier;
- Saint Aubin;
- Gorey.

De St. Brelade's gemeentekerk op Jersey ligt aan het einde van de St. Brélade’s Baai, opmerkelijk omdat het ver weg is van de bewoonde centra. De kleine visserskapel ernaast bevat middeleeuwse fresco’s die de beeldenstorm van de reformatie hebben overleefd. Volgens plaatselijke folklore probeerde inwoners oorspronkelijk de kerk dichterbij te bouwen. Echter de les p'tits faîtchieaux (de kleine mensen) hadden vlak bij de bouwplaats een tempel en werden dus door de bouw gestoord. De kleine mensen verplaatste elke nacht de bouwmaterialen op magische wijze naar de kust. Uiteindelijk gaven de mensen het op en werd de kerk aan de kust gebouwd, precies daar waar de elfen het wilden.

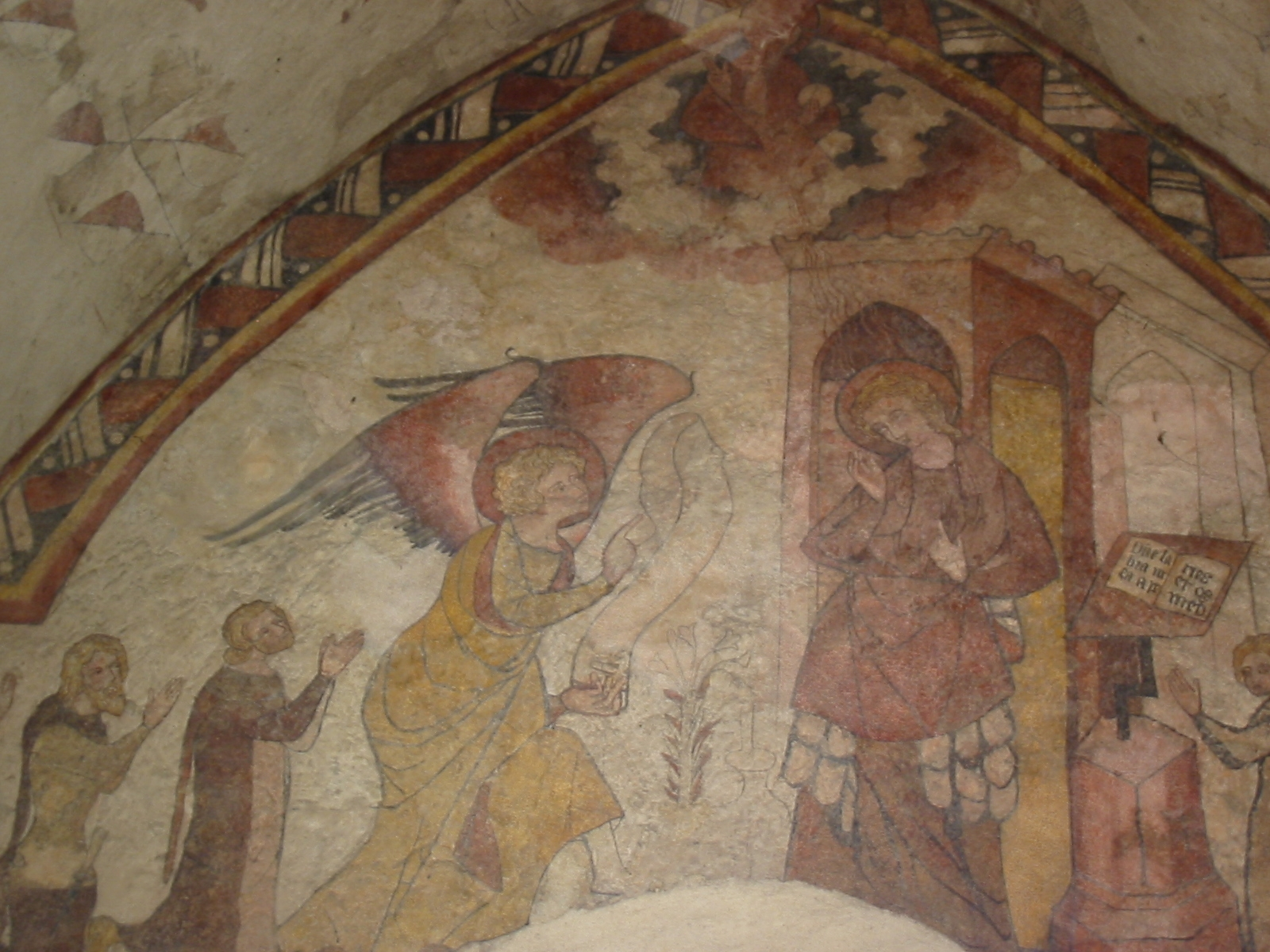
La Chapelle ès Pêcheurs, gelegen naast de St. Brélade’s Gemeentekerk, heeft de best bewaarde voorbeelden van middeleeuwse Jersey kunst.

St. Brélade is een van de meest populaire baaien van Jersey, St. Brélade's Bay, Ouaisné en Portelet, en gedeelten van St. Ouen’s Bay en St. Aubin’s Bay, omdat deze binnen de gemeentegrenzen vallen. Het dorp Saint Aubin, een vissershaven, ligt tegenover St. Helier aan de overkant van de St. Aubin’s Bay. Saint Aubin was vroeger de grootste plaats op Jersey; echter omdat de meeste bebouwing in Les Quennevais plaatsvond is dit niet meer het geval.
De gevangenis van Jersey staat bij “La Moye”. De ontziltingsfabriek staat ook in deze gemeente.
De vuurtoren bij La Corbière staat op het 5 pondbiljet van Jersey en op het 20 pencemuntstuk.
De traditionele bijnaam voor de inwoners van St. Brélade is carpéleuses (Nederlands: rupsen).

## Buurtschappen of vingtaines

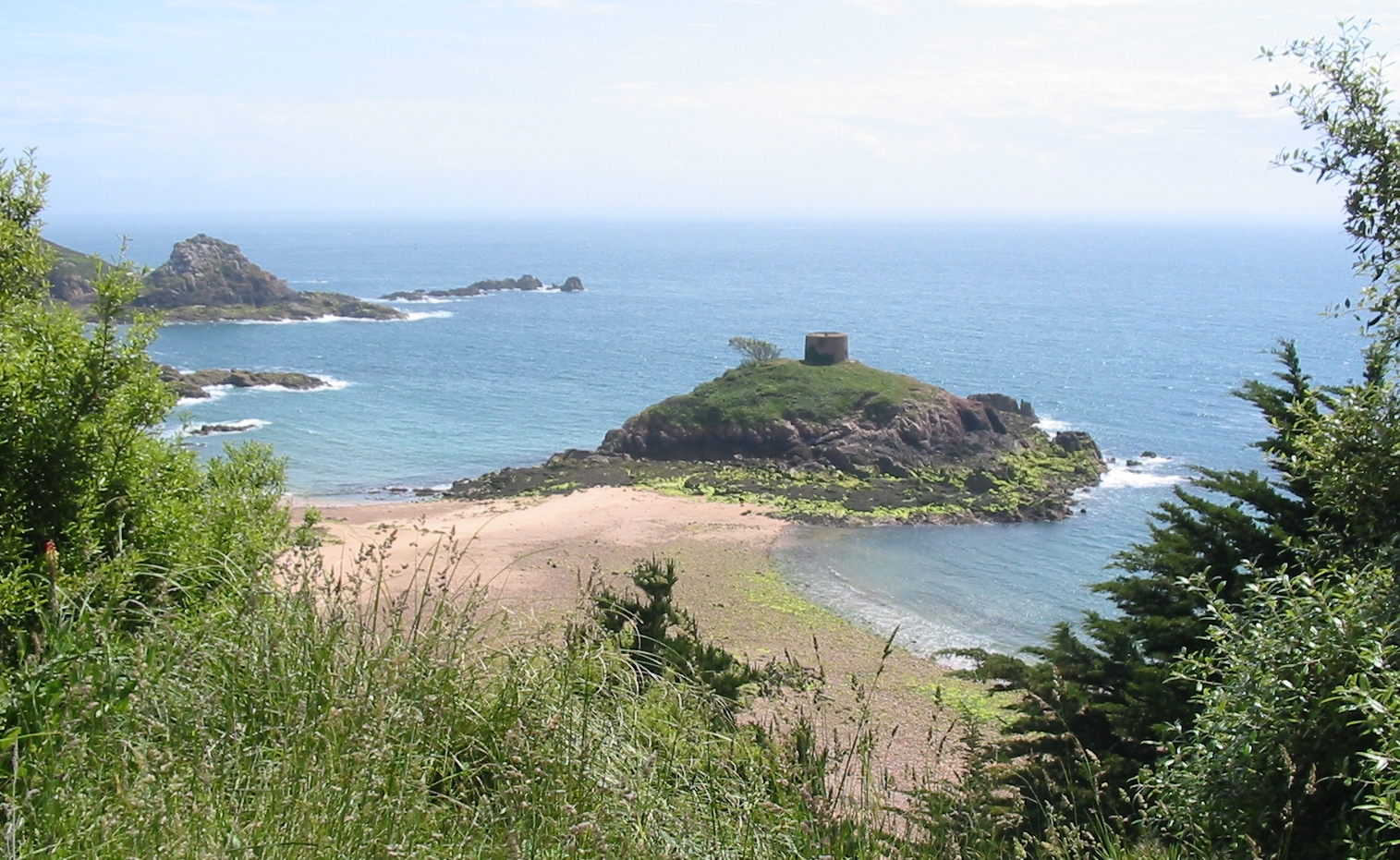
St. Brelade's kust met rotsen en baaien inclusief Portelet en het getijden eiland, L'Île au Guerdain (ook bekend als Janvrin's Tomb)

De gemeente is onderverdeeld in buurtschappen of vingtaines:
- La Vingtaine de Noirmont
- La Vingtaine du Coin
- La Vingtaine des Quennevais
- La Vingtaine de la Moye

In het kader van de verkiezingen voor de Staten van Jersey is de gemeente in twee kiesdistricten opgedeeld:
- St.Brélade kiesdistrict Nr. 1 (Vingtaines de Noirmont and du Coin) kiest één afgevaardigde in de Staten
- St. Brélade kiesdistrict Nr. 2 (Vingtaines des Quennevais and de la Moye) kiest twee afgevaardigden in de Staten

## Demografie
| 9331                     | 9560 | 10134 | 10568 |
| Statistiek start in 1991 |      |       |       |